# John Beaufort, 1. Earl of Somerset

Wappen der Beauforts

John Beaufort, 1. Earl of Somerset KG (* um 1371/73 in Beaufort, Anjou; † 16. März 1410) war ein englischer Adliger. 

## Leben
Er war das erste von vier Kindern von John of Gaunt, 1. Duke of Lancaster und seiner Geliebten Catherine Swynford. Er war, wie auch seine drei Vollgeschwister, von illegitimer Geburt. Ihr Name leitet sich von der Burg Beaufort in der Champagne (heute Montmorency-Beaufort) ab, die einst den Herzögen von Lancaster gehört hatte.
Auf Ersuchen ihres Vaters wurden sie 1397 von ihrem Cousin, König Richard II., mit dem Zusatz legitimiert, dass sie keinerlei Rechte auf den englischen Thron hätten. John Beaufort erhielt dazu die Titel und die damit verbundenen Ländereien eines Earl of Somerset, Marquess of Dorset und Marquess of Somerset, weiterhin wurde er zu einem Ritter des Hosenbandordens ernannt.
Im Jahr 1390 nahm John Beaufort am Kreuzzug gegen Mahdia des Herzogs Ludwig II. von Bourbon teil. Nach seiner Rückkehr wurde er mit verschiedenen Ämtern betraut, etwa dem des Statthalters des Königs in der Guyenne oder dem Kommando über die Cinque Ports und Calais. Nach der Krönung König Heinrichs IV. wurden ihm 1399 seine beiden Marquesstitel aberkannt. Nach seinem Tod wurde er in der Kathedrale von Canterbury bestattet.

## Familie
John Beaufort hatte im Jahr 1397 Margaret Holland geheiratet, eine Tochter des Thomas Holland, 2. Earl of Kent (Haus Holland). Sie hatten sechs Kinder:
- Henry Beaufort, 2. Earl of Somerset (1401–1418);
- John Beaufort, 1. Duke of Somerset (1404–1444);
- Thomas Beaufort, Count of Perche (1405–1432);
- Joan Beaufort (1406–1445), ⚭ König Jakob I. von Schottland;
- Edmund Beaufort, 1. Duke of Somerset (1406–1455);
- Margaret Beaufort (1409–1449) ⚭ Thomas de Courtenay, 5. Earl of Devon.

## Weblink
- John de Beaufort, 1st Earl of Somerset auf thepeerage.com, abgerufen am 26. Juli 2015.

| Vorgänger            | Amt                                               | Nachfolger      |
| -------------------- | ------------------------------------------------- | --------------- |
| Titel neu geschaffen | Marquess of Dorset Marquess of Somerset 1397–1399 | Titel aberkannt |
| Titel neu geschaffen | Earl of Somerset 1397–1410                        | Henry Beaufort  |

| Personendaten    | Personendaten                       |
| ---------------- | ----------------------------------- |
| NAME             | Beaufort, John, 1. Earl of Somerset |
| KURZBESCHREIBUNG | englischer Adliger                  |
| GEBURTSDATUM     | um 1373                             |
| GEBURTSORT       | Beaufort, Anjou                     |
| STERBEDATUM      | 16. März 1410                       |